# Rak pluća
Rak pluća je bolest za koju je karakterističan nekontrolisan ćelijski rast u tkivima pluća. Ako se ne leči, može doći do proširenja tog izraštaja van pluća putem procesa metastaze u okolna tkiva i druge delove tela. Većina kancera koji se začnu u plućima, tzv. primarni plućni kanceri, su karcinomi koji su izvedeni iz epitelnih ćelija. Većina tipova plućnih kancera su plućni karcinomi malih-ćelija (engl. small-cell lung carcinoma, SCLC). Najčešći simptomi su kašljanje (uključujući iskašljavanje krvi), gubitak telesne težine i kratkoća daha.
Najčešći uzrok raka pluća je dugotrajno izlaganje duvanskom dimu, koji uzrokuje 80-90% slučajeva raka pluća. Nepušači sačinjavaju 10-15% slučajeva raka pluća, koji se kod njih uglavnom javlja kao posledica kombinacije genetičkih faktora, gasa radona, azbesta, i zagađenog vazduha uključujući sekundarni unos duvanskog dima. Rak pluća se može videti na rendgenskom snimku pluća i putem kompjuteriziranе tomografijе (CT snimka). Dijagnoza se potvrđuje biopsijom, koja se obično izvodi putem bronhoskopije ili CT-navođenja. Tretmani i dugoročni ishodi zavise od tipa kancera, stupnja (stepena raširenosti), i sveukupnog zdravstvenog stanja osobe.
Često primenjivani tretmani su operacioni zahvat, hemoterapija, i radioterapija. NSCLC se u nekim slučajevima operativno tretira, dok SCLC bolje odgovara na hemoterapiju i radioterapiju. U proseku, 15% onih koji su (u SAD) dijagnozirani sa rakom pluća prežive pet godina nakon dijagnoze. Širom sveta, rak pluća je najčešći uzrok smrti usled kancera kod ljudi i žena, i odgovoran je za 1,38 miliona smrtnih slučajeva godišnje, po podacima iz 2008.

## Znaci i simptomi
Znaci i simptomi koji mogu nagovestiti rak pluća uključuju:
- respiratorne simptome: kašalj, iskašljavanje krvi, šištanje ili zadihanost
- sistemski simptomi: gubitak težine, groznica, krivljenje noktiju, ili umor
- simptom prouzrokovan lokalnom kompresijom: bol u grudima, kostobolja, opstrukcija gornje šuplje vene, otežano gutanje

Ako rak raste u disajnom putu, može ometati protok vazduha, uzrokujući otežano disanje. Opstrukcija može dovesti do akumulacije sekreta iza blokade i predisponirati upalu pluća.
U zavisnosti od vrste tumora, takozvani paraneoplastični fenomen može od samog početka privući pažnju na bolest. Kod raka pluća, ovaj fenomen može uključivati Lambert–Itonov miastenični sindrom (mišićnu slabost prouzrokovanu autoantitelima), hiperkalcemiju, ili sindrom neadekvatne sekrecije antidiuretičkog hormona (SNSAH). Tumori u vrhu pluća, poznati kao Pankoastovi tumori, mogu prodreti u lokalni deo simpatičkog nervnog sistema, što dovodi do Hornerovog sindroma (spuštenog kapka i sužene zenice na toj strani), kao i do oštećenja brahijalnog pleksusa.
Mnogi simptomi raka pluća (loš apetit, gubitak težine, groznica, umor) nisu specifični. Kod mnogih ljudi, rak se već proširio izvan izvornog mesta do vremena kada počnu da imaju simptome i zatraže medicinsku pomoć. Česta mesta širenja uključuju mozak, kost, nadbubrežne žlezde, suprotno plućno krilo, jetru, perikard, i bubrege. Oko 10% ljudi sa rakom pluća nemaju simptome prilikom dijagnostikovanja; takav rak se slučajno otkriva prilikom rutinske radiografije grudnog koša.

## Uzroci
Rak se razvija putem genetskog oštećenja DNK. Ovo genetsko oštećenje utiče na normalno funkcionisanje ćelije, uključujući ćelijsku proliferaciju, programiranu ćelijsku smrt (apoptozu) i popravku DNK. Što se više oštećenja akumuliraju, rizik od raka se uvećava.

### Pušenje
Pušenje, naročito cigareta, je najvažniji faktor koji doprinosi raku pluća. Dim cigareta sadrži preko 60 poznatih karcinogena, uključujući radioizotope iz sekvence raspada radona, nitrozamina, i benzopirena. Pored toga, izgleda da nikotin smanjuje imunološki odgovor na rast raka u izloženom tkivu. Širom razvijenog sveta, 90% smrti od raka pluća kod muškaraca u toku 2000. godine su pripisane pušenju (70% za žene). Pušenje je odgovorno za 80–90% slučajeva raka pluća.
Pasivno pušenje—udisanje dima pušenja druge osobe—je uzrok raka pluća kod nepušača. Pasivni pušač se može klasifikovati kao neko ko živi ili radi sa pušačem. Istraživanja iz SAD-a, Evrope, Ujedinjenog Kraljevstva, i Australije su dosledno pokazala značajno povećani rizik među onima koji su izloženi pasivnom pušenju. Oni koji žive sa pušačem imaju 20–30% veći rizik dok oni koji rade u okruženju sa dimom „iz druge ruke“ imaju 16–19% povećani rizik. Istraživanja bočnog dima nagoveštavaju da je opasniji od direktnog dima. Pasivno pušenje prouzrokuje oko 3.400 smrti od raka pluća svake godine u SAD-u.

### Gas radon
Radon je gas bez boje i bez mirisa koji nastaje raspadom radioaktivnog radijuma, što je nadalje proizvod raspada uranijuma, koji se nalazi u Zemljinoj kori. Radijacijski proizvodi raspada joniziraju genetski materijal, uzrokujući mutacije koje nekada postaju kancerogene. Radon je drugi najčešći uzročnik raka pluća u SAD, posle pušenja. Rizik se povećava 8–16% na svakih 100 /m³ povećanja u koncentraciji radona. Nivo gasa radona varira u zavisnosti od lokaliteta i sastava osnove zemljišta i stena. Na primer, u oblastima kao što je Kornval u Ujedinjenom Kraljevstvu (koji ima granit kao supstrat), gas radon je najveći problem, i zgrade se moraju nasilno ventilirati ventilatorima da bi se smanjile koncentracije gasa radona. Agencija za zaštitu životne sredine Sjedinjenih Država (EPA) procenjuje da jedan u 15 domova u SAD ima nivo radona iznad preporučene smernice od 4 pikokirija po litru (pCi/l) (148 Bq/m³).

### Azbest
Azbest može prouzrokovati različita oboljenja pluća, uključujući rak pluća. Pušenje duvana i azbest imaju sinergističko dejstvo na formiranje raka pluća. Azbest može da prouzrokuje rak plućne maramice, koji se zove mezotelioma (koji se razlikuje od raka pluća).

### Zagađenje vazduha
Spoljašnje zagađenje vazduha ima slabo dejstvo na povećavanje rizika od raka pluća. Fine čestice (PM2.5) i sulfatni aerosoli, koji se mogu oslobađati saobraćajnim izduvnim gasovima, povezani su sa blago povećanim rizikom. Za azot dioksid, postepeno povećanje od 10 delova na milijardu povećava rizik od raka pluća za 14%. Procenjuje se da je spoljašnje zagađenje vazduha odgovorno za 1–2% raka pluća.
Okvirni dokazi podržavaju uvećani rizik od raka pluća od unutrašnjeg zagađenja vazduha koje je povezano sa sagorevanjem drva, uglja, izmeta ili ostataka useva prilikom kuvanja ili grejanja. Žene koje su izložene unutrašnjem dimu od uglja imaju dva puta veći rizik, a brojni sporedni proizvodi sagorevanja biomase su poznati kao mogući kancerogeni. Ovaj rizik pogađa oko 2,4 milijarde ljudi širom sveta, i veruje se da je odgovorno za 1,5% smrti od raka pluća.

### Genetika
Procenjuje se da su za 8 do 14% raka pluća zaslužni nasledni faktori. Kod srodnika obolelih od raka pluća, rizik se povećava 2,4 puta. Za ovo je verovatno zaslužan kombinacija gena.

### Drugi uzroci
Brojne druge supstance, zanimanja i izloženost životnoj sredini povezani su sa rakom pluća.Međunarodna agencija za istraživanje raka (IARC) tvrdi da postoji ”dovoljno dokaza” koji bi potkrepili da je sledeće kancerogeno za pluća:
- Neki metali (proizvodi aluminijuma, kadmijum i jedinjenja kadmijuma, jedinjenja hroma(VI), berilijum i jedinjenja berilijuma, gvožđe i legure čelika, jedinjenja nikla, arsen i neorganska jedinjenja arsena, podzemno kopanje rude hematita)
- Neki proizvodi sagorevanja (nepotpuno sagorevanje, ugalj (emisija gasova u domaćinstvu pri sagorevanju uglja), gasifikacija uglja, katran kamenog uglja, proizvodnja koksa, čađ, izduvni gasovi dizel motora)
- Jonizujuće zračenje (rendgensko zračenje, radon-222 i njegovi produkti raspadanja, gama zračenje, plutonijum)
- Neki toksični gasovi (metil etar (tehnički stepen), bis-(hlorometil) etar, sumpurni iperit, MOPP (mešavina vinkristin-prednison - azotni iperit - prokarbazin), gasovi koji nastaju prilikom farbanja)
- Proizvodnja gume i kristalina prašina peska

## Patogeneza
Kao i druge vrste raka, rak pluća počinje aktiviranjem onkogena ili deaktiviranjem gena supresora tumora. Veruje se da onkogeni čine ljude podložnijim obolevanju od raka. Za proto-onkogene se veruje da se pretvaraju u onkogene prilikom izloženosti određenim kancerogenima. Mutacije K-ras proto-onkogena su odgovorne za 10–30% adenokarcinoma pluća. Receptor epidermalnog faktora rasta (EGFR) reguliše proliferaciju ćelija, apoptozu, angiogenezu i invaziju tumora. Mutacije i amplifikacija EGFR-a su uobičajene kod nemikrocelularnog karcinoma pluća i pružaju osnovu za tretman pomoću EGFR-inhibitora. Her2/neu je pogođen manje učestalo. Oštećenje hromozoma može dovesti do gubitka heterozigotnosti. Ovo može prouzrokovati inaktivaciju gena supresora tumora. Oštećenja hromozoma 3p, 5q, 13q i17p su posebno česta kod mikrocelularnog karcinoma pluća. Gen supresor tumora p53 koji se nalazi na hromozomu 17p, je pogođen u 60-75% slučajeva. Drugi geni koji su često mutirani ili amplificirani su c-MET, NKX2-1,LKB1, PIK3CA, i BRAF.

## Dijagnoza
Radiografija grudnog koša je jedan od prvih koraka ispitivanja ako osoba prijavi simptome koji sugerišu karcinom pluća. Ovim se može otkriti postojanje mase, širenje medijastinuma (nagoveštaj širenja na limfne čvorove u tom predelu), atelektaza (kolaps), konsolidacija (pneumonija) ili pleurali izliv. CT snimanje se obično koristi za dobijanje više informacija o tipu i obimu bolesti. Bronhoskopija ili biopsija pomoću CT-a se često koristi za uzimanje uzorka tumora za histopatologiju.
Karcinom pluća se često javlja kao pojedinačna plućna kvržica na radiogramu grudnog koša. Međutim, diferencijalna dijagnoza je širokog opsega. Mnoge druge bolesti pokazuju ove simptome, uključujući tuberkulozu, gljivične infekcije, metastatički tumor ili organizovanje pneumonije. Manje učestali uzroci pojedinačne plućne kvržice uključuju hamartome, bronhogene ciste, adenome, arteriovenske malformacije, pulmonarnu sekvestraciju, reumatoidne kvržice, Vegenerovu granulomatozu ili limfom. Karcinom pluća može biti i slučajni nalaz, kao pojedinačna plućna kvržica na radiogramu grudnog koša ili CT-u načinjenom iz nepovezanih razloga. Konačna dijagnoza karcinoma pluća zasniva se na histološkom ispitivanju sumnjivog tkiva u kontekstu kliničkih i radioloških nalaza.

### Klasifikacija
| Histološki tip             | Učestalost na 100.000 po godini |
| -------------------------- | ------------------------------- |
| Svi tipovi                 | 66.9                            |
| Adenokarcinom              | 22.1                            |
| Karcinom skvamoznih ćelija | 14.4                            |
| Mikrocelularni karcinomi   | 9.8                             |

Karcinomi pluća se klasifikuju u skladu sa histološkim tipom. Ova klasifikacija je važna za utvrđivanje lečenja i predviđanje ishoda bolesti. Najveći broj slučajeva raka pluća su karcinomi — maligniteti koji nastaju iz epitelnih ćelija. Karcinomi pluća se kategorišu prema veličini i obliku malignih ćelija koje histopatolog vidi pod mikroskopom. Dve široke klase su nemikrocelularni i mikrocelularni karcinom pluća.

#### Nemikrocelularni karcinom pluća
Tri glavna podtipa nemikrocelularnog karcinoma pluća su adenokarcinom, karcinom pluća skvamoznih ćelija i makrocelularni karcinom pluća.
Skoro 40% slučajeva raka pluća su adenokarcinomi, koji obično nastaju u perifernom plućnom tkivu. Većina slučajeva adenokarcinoma su povezani sa pušenjem; mada je kod ljudi koji su tokom svog života popušili manje od 100 cigareta (“nepušači”), adenokarcinom najučestaliji oblik raka pluća. Podtip adenokarcinoma, bronhioloalveolarni karcinom, je najučestaliji kod nepušača ženskog pola i može imati bolji dugoročniji opstanak.
Skoro 30% slučajeva raka pluća su karcinomi skvamoznih ćelija. Često se javljaju u blizini velikih disajnih puteva. Šupljina i odgovarajuća smrt ćelija se često nalaze u središtu tumora. Oko 9% raka pluća su makrocelularni karcinomi. Nazivaju se tako jer su ćelije raka velike, sa prekomernom citoplazmom, velikim jedrom i upadljivim jedarcima.

#### Mikrocelularni karcinom pluća
Kod mikrocelularnog karcinoma pluća ćelije sadrže guste neurosekretorne granule (vezikule koji sadrže neuroednokrine hormone), koji povezuju sa endokrinim/paraneoplastičnim sindromom. Većina slučajeva nastaje u velikim disajnim putevima (primarne i sekundarne bronhije). Ovi karcinomi brzo rastu i šire se u ranoj fazi bolesti. Šezdeset do sedamdeset posto slučajeva ima metastaze već prilikom javljanja. Ovaj tip raka pluća se čvrsto povezuje sa pušenjem.

#### Drugi
Prepoznata su četiri različita histološka podtipa, iako neki karcinomi sadrže kombinaciju različitih podtipova. Retki podtipovi uključuju glandularni tumori, karcinoidni tumori i nediferencirani karcinomi.

#### Metastaza
| Histološki tip             | Immunostain                                                                 |
| -------------------------- | --------------------------------------------------------------------------- |
| Karcinom skvamoznih ćelija | CK5/6 pozitivan CK7 negativan                                               |
| Adenokarcinom              | CK7 pozitivan TTF-1 pozitivan                                               |
| Makrocelularni karcinom    | TTF-1 negativan                                                             |
| Mikrocelularni karcinom    | TTF-1 pozitivan CD56 pozitivan Hromogranin pozitivan Sinaptofizin pozitivan |

Pluća su uobičajeno mesto za širenje tumora sa ostalih delova tela. Sekundarni karcinomi se klasifikuju prema mestu porekla, npr. rak dojke koji se proširio na pluća naziva se metastatski rak dojke. Metastaze često imaju karakterističan zaobljeni oblik na radiogramu grudnog koša.
Sami primarni rak pluća najčešće daje metastaze u mozak, kosti, jetru i nadbubrežnu žlezdu. Imunobojenje biopsije često pomaže pri utvrđivanju originalnog izvora.

### Određivanje stadijuma
Određivanje stadijuma raka pluća je ispitivanje stepena širenja raka sa svog originalnog izvora. To je jedan od faktora koji utiču na prognozu i mogućnost lečenja raka pluća.
Prilikom inicijalne procene stadijuma kod nemikrocelularnog raka pluća koristi se TNM klasifikacija. Zasniva se na veličini primarnog tumora, zahvaćenosti limfnih čvorova (engl. node) i udaljene metastaze. Nakon toga, koristeći TNM deskriptore, dodeljuje se grupa, u rasponu od skrivenog raka do stadijuma 0, IA (jedan-A), IB, IIA, IIB, IIIA, IIIB i IV (četiri). Ovo grupisanje stadijuma pomaže pri izboru lečenja i proceni prognoze..
Mikrocelularni karcinom pluća je tradicionalno klasifikovan kao „ograničeni stadijum“ (ograničen na polovinu grudnog koša i u okviru jednog podnošljivog polja radioterapije) ili „prošireni stadijum“ (proširenija bolest). Međutim, TNM klasifikacija i grupisanje su korisni pri proceni prognoze.
Za oba tipa raka, nemikrocelularni i mikrocelularni karcinom, dva opšta tipa procene stadijuma predstavljaju kliničko određivanje stadijuma i hirurško određivanje stadijuma. Klinički stadijumi se određuju pre konačne operacije. Zasniva se na rezultatima proučavanja snimaka (kao što su CT snimci i PET snimci) i rezultatima biopsije. Hirurški stadijumi se određuju ili tokom ili nakon operacije i zasnivaju se na kombinovanim rezultatima hirurških i kliničkih nalaza, uključujući hirurško uzimanje uzoraka torakalnih limfnih čvorova.

## Prevencija
Prevencija je najefikasnije sredstvo u smanjenju razvoja raka pluća. Dok su u mnogim zemljama identifikovani i zabranjeni mnogi industrijski kancerogeni i karcinogeni u domaćinstvu, pušenje duvana je i dalje široko rasprostranjeno. Eliminacija pušenja duvana je primarni cilj u prevenciji raka pluća i zabrana pušenja je važno preventivno sredstvo u ovom procesu.
Zakonske intervencije u pogledu smanjenja pasivnog pušenja na javnim mestima kao što su restorani i radna mesta su postale sve učestalije u mnogim zapadnim zemljama. Butan primenjuje potpunu zabranu pušenja od 2005.godine. dok je Indija uvela zabranu pušenja na javnim mestima u oktobru 2008.godine. Svetska zdravstvena organizacija je uputila poziv vladama za uvođenje potpune zabrane reklamiranja duvana, kako bi mlade ljude sprečili da počnu da puše. Procenjuju da su takve zabrane smanjile konzumiranje duvana za 16% tamo gde su uvedene.
Dugotrajno korišćenje dodatnog vitamina A, vitamina C, vitamina D ili vitamina E ne umanjuje rizik od raka pluća. Neka istraživanja sugerišu da ljudi koji jedu hranu sa većom količinam povrća i voća imaju manji rizik, ali ovde je verovatno došlo do delovanja drugih faktora. Ozbiljnije istraživanja nisu pokazala jasnu povezanost.

### Skrining
Skrining podrazumeva primenu medicinskih testova u cilju otkrivanja bolesti kod ljudi bez simptoma. U moguće testove za rak pluća spadaju citologija ispljuvka, rendgen pluća (CXR) i računarizovana tomografija (CT). Skrining programi u kojima se primenjuju rendgenski snimak pluća ili citologija nisu pokazali neku korist. Godišnji skrining rizičnih osoba (tj. osoba starosti od 59 do 79 godina koje su pušile više od 30 pakličnih godina ili osoba koje su ranije imale rak pluća) sa niskom doznim CT skenerom može da smanji procenat smrtnosti od raka pluća u apsolutnom iznosu od 0.3% (relativnog iznosa od 20%). Međutim, postoji visoka stopa lažno pozitivnih rezultata skeniranja što može dovesti do nepotrebnih invazivnih postupaka kao i do znatnih finansijskih troškova. Na svaki pozitivni rezultat skeniranja dolazi 19 lažno pozitivnih rezultata. Izlaganje radijaciji je još jedna potencijalna štetna osobina skrininga.

## Menadžment
Lečenje raka pluća zavisi od specifičnog tipa ćelija raka, u kojoj meri se proširio i od performansnog statusa osobe. Uobičajeni oblici lečenja uključuju: palijativnu negu, hirurške zahvate, hemoterapiju i radijacionu terapiju.

### Hirurgija
Ukoliko ispitivanja potvrde da postoji nemikrocelularni karcinom pluća, ispituje se stadijum radi određivanja da li je bolest lokalizovana i podložna hirurškom zahvatu ili se proširila u tolikoj meri da se ne može izlečiti hirurškim putem. Za donošenje ovakve odluke primenjuje se CT skeniranje i pozitronska emisiona tomografija. Ukoliko se sumnja da je karcinom zahvatio i medijastinalni limfni čvor, onda se, u cilju dobijanja uzoraka i određivanja stadijuma može primeniti medijastinoskopija. Radi utvrđivanja da li je pacijent dovoljno dobro za izvođenje hirurške intervencije, koristi se pregled krvi i testiranje funkcije pluća. Ako se pri testiranju funkcije pluća utvrdi slab kapacitet pluća, operacija verovatno nije moguća.
U većini slučajeva rane faze nemikrocelularnog karcinoma pluća, uklanjanje režnja plućnog krila (lobektomija) je preferentni hirurški zahvat. Kod ljudi koji nisu spremni za potpunu lobektomiju, može se uraditi manja sublobarna ekscizija (klinasta resekcija). Međutim, kod klinaste resekcije postoji veći rizik od rekurencije nego kod lobektomije. Radioaktivna jodna brahiterapija na rubovima klinaste resekcije može smanjiti rizik od rekurencije. Retko se pribegava uklanjanju celog plućnog krila (pneumonektomiji). Video-asistirana torakoskopska hirurgija i VATS lobektomija koriste minimalno invazivni pristup u hirurgiji raka pluća. VATS lobektomija je isto tako efikasna kao i konvencionalna otvorena lobektomija, ali sa manjim postoperativnim problemima.
Kod mikrocelularnog karcinoma pluća, tipično se primenjuju hemoterapija i/ili zračenje. Međutim, ponovo se razmatra uloga hirurgije kod mikrocelularnog karcinoma pluća. Hirurgija bi mogla poboljšati ishod kada bi se udružila sa hemoterapijom i zračenjem u ranom stadijumu mikrocelularnog karcinoma pluća.

### Radioterapija
Radioterapija se često primenjuje zajedno sa hemoterapijom i može se koristiti u svrhu lečenja pacijenata sa nemikrocelularnim karcinomom pluća koji nisu za operaciju. Ova vrsta zračenja velikog intenziteta naziva se radikalna radioterapija. Najsavršeniji oblik ove tehnike je neprekidna hiperfrakcionisana ubrzana radioterapija sa višekratnim dnevnim zračenjem (CHART), u kojoj se primenjuje visoka doza zračenja u kratkim vremenskim razmacima. Postoperativna torakalna radioterapija se uopšte ne bi smela primenjivati posle kurativnog hirurškog zahvata kod nemikrocelularnog karcinoma pluća. Neki ljudi kod kojih je zahvaćen mediastinalni N2 limfni čvor mogu imati koristi od postoperativne radioterapije.
Kod potencijalno izlečivih slučajeva mikrocelularnog karcinoma pluća, često se uz hemoterapiju preporučuje i radioterapija grudnog koša.
Ako rast karcinoma blokira kratak segment bronhija, brahiterapija (lokalizovana radioterapija) se može primeniti direktno unutar vazdušnog puta kako bi se prolaz oslobodio. Za razliku od spoljašnje zračne radioterapije, brahiterapija omogućava smanjenje vremena lečenja i manje izlaganje zračenju medicinskog osoblja.
Profilaktička kranijalna iradijacija (PKI) jeste vrsta radioterapije mozga, koja se koristi za smanjivanje rizika od metastaza. PKI je najkorisnija upravo kod pacijenata sa mikrocelularnim karcinomom. U ograničenom stadijumu bolesti, PKI povećava trogodišnje preživljavanje sa 15% na 20%; kod široko rasprostranjene bolesti, jednogodišnje preživljavanje povećava sa 13% na 27%.
Nedavna poboljšanja u lociranju i snimanju je dovela do razvoja stereotaktičkog zračenja u lečenju ranog stadijuma raka pluća. U ovom obliku radioterapije, daju se visoke doze kod malog broja zračenja primenjujući stereotaktičke postupke lociranja. Ona se koristi prvenstveno kod pacijenata koji nisu kandidati za operaciju zbog zdravstvenih komorbiditeta.
Za pacijente sa NMCKP i sa MCKP, se mogu koristiti manje doze zračenja grudnog koša u cilju kontrole simptoma (palijativna radioterapija).

### Hemoterapija
Režim hemoterapije zavisi od vrste tumora. Mikrocelularni karcinom pluća (MCKP), i u relativno ranom stadijumu bolesti, se prvenstveno leči hemoterapijom i zračenjem. Kod MCKP se najčešće primenjuju cisplatin i etopozid. Takođe se primenjuju kombinacije karboplatina, gemcitabina, paklitaksela, vinorelbina, topotekana i irinotekana. Kod nemikrocelularnog karcinoma pluća (NMCKP) u poodmaklom stadijumu, hemoterapija poboljšava preživljavanje i primenjuje se kao prva linija borbe protiv bolesti, dovoljno osposobljavajući osobu za lečenje. Najčešće se koriste dva leka, jedan od kojih je često na bazi platine (ili cisplatin ili karboplatin). Drugi obično korišćeni lekovi su gemcitabin, paklitaksel, docetaksel, pemetreksed, etopozid ili vinorelbin.
Adjuvantna hemoterapija se odnosi na primenu hemoterapije posle očigledno kurativne hirurgije da bi se poboljšao ishod. Kod NMCKP-a, uzimaju se uzorci iz obližnjih limfnih čvorova tokom hirurške intervencije da bi se odredio stadijum. Ako je potvrđen stadijum bolesti II ili III, adjuvantna hemoterapija poboljšava preživljavanje za 5% tokom pet godina. Kombinacija primene vinorelbina i cisplatina je efikasnija od starijih načina lečenja. Adjuvantna hemoterapija kod osoba koje su u stadijumu raka IB je sporna, s obzirom da klinička ispitivanja nisu jasno pokazala korist za preživljavanje. Ispitivanja preoperativne hemoterapije (neoadjuvantna hemoterapija) kod resektibilnog NMCKP-a nisu dala zaključak.

### Palijativna nega
Kod osoba u terminalnom stadijumu bolesti, mogla bi biti podobna palijativna nega ili zbrinjavanje u domu za nemoćne. Ovakav pristup daje prostor za dodatnu diskusiju o načinima lečenja i pruža mogućnost za donošenje odluka koje su dobro razmotrene i kojima se može izbeći beskorisna a skupa nega na kraju života.
Hemoterapija se može kombinovati sa palijativnom negom kod lečenja NMCKP-a. Kod uznapredovalih slučajeva, odgovarajuća hemoterapija poboljšava prosek preživljavanja u odnosu na primenu isključivo pomoćne nege za ublažavanje bolesti, a takođe poboljšava i kvalitet života. Uz odgovarajuće fizičke sposobnosti, podvrgavanje hemoterapiji tokom palijacije raka pluća pruža 1,5 do 3 meseca produženja preživljavanja, simptomatsko olakšanje, kao i poboljšanje kvaliteta života, pri čemu su primećeni bolji rezultati sa modernim agensima. Radna grupa za meta analize NMCKP-a preporučuje da se razmotri hemoterapija kod uznapredovalog NMCKP-a u slučaju da primalac želi i podnosi terapiju.

## Prognoza
| Klinički stadijum | Petogodišnje preživljavanje (%) | Petogodišnje preživljavanje (%) |
| Klinički stadijum | Nemikrocelularni karcinom pluća | Mikrocelularni karcinom pluća   |
| ----------------- | ------------------------------- | ------------------------------- |
| IA                | 50                              | 38                              |
| IB                | 47                              | 21                              |
| IIA               | 36                              | 38                              |
| IIB               | 26                              | 18                              |
| IIIA              | 19                              | 13                              |
| IIIB              | 7                               | 9                               |
| IV                | 2                               | 1                               |

Prognoza je generalno loša. Od svih ljudi sa rakom pluća, 15% preživi pet godina od postavljanja dijagnoze. Stadijum bolesti je često napredan u trenutku postavljanja dijagnoze. Na pregledu, 30–40% slučajeva NMCKP-a je u stadijumu IV i 60% slučajeva MCKP-a je u stadijumu IV.
Prognostički činioci kod NMCKP-a obuhvataju prisustvo ili odsustvo pulmonarnih simptoma, veličinu tumora, tip ćelija (histologija), stepen rasprostranjenosti (stadijum) i metastaze na višestrukim limfnim čvorovima, kao i vaskularnu invaziju. Kod osoba u neoperativnom stadijumu bolesti, ishod je lošiji kod osoba sa lošim opštim stanjem i gubitkom težine većim od 10%. Prognostički činioci kod mikrocelularnog karcinoma pluća uključuju procenu opšteg stanja, pol, stadijum bolesti i zahvaćenost centralnog nervnog sistema ili jetre u vreme dijagnostifikovanja.
Kod NMCKP-a, najbolja prognoza se postiže potpunom hirurškom resekcijom kod bolesti u stadijumu IA, sa čak do 70% petogodišnjeg preživljavanja. Kod MCKP-a, ukupno petogodišnje preživljavanje iznosi oko 5%. Kod ljudi u razvijenom stadijumu MCKP-a prosečna stopa petogodišnjeg preživljavanja je manja od 1%. Prosečno vreme preživljavanja kod stadijuma ograničene bolesti je 20 meseci, sa petogodišnjom stopom preživljavanja od 20%.
Prema podacima koje je dao Nacionalni institut za rak, srednje starosno doba pri postavljanju dijagnoze raka pluća u Sjedinjenim Državama iznosi 70 godina, a srednja starosno doba u trenutku smrti je 72 godine. U SAD-u, kod ljudi koji imaju zdravstveno osiguranje postoji veća verovatnoća za bolji ishod.

## Epidemiologija
- bez podataka
- ≤ 5
- 5-10
- 10-15
- 15-20
- 20-25
- 25-30
- 30-35
- 35-40
- 40-45
- 45-50
- 50-55
- ≥ 55

U svetu, rak pluća je najčešći tip raka u pogledu incidence i mortaliteta. U 2008. godini, bilo je 1,61 miliona novih slučajeva i 1,38 miliona smrtnih slučajeva uzrokovano rakom pluća. Najveće su stope u Evropi i Severnoj Americi. Segment stanovništva kod koga je najveća verovatnoća za pojavu raka pluća su osobe starije od 50 godina sa istorijom pušenja. Nasuprot stopi mortaliteta kod muškaraca, koja je počela da opada pre više od 20 godina, stopa mortaliteta od raka pluća kod žena je u porastu tokom zadnjih decenija, i tek nedavno je počela da se ustaljuje. U SAD-u, životni rizik od razvoja raka pluća je 8% kod muškaraca i 6% kod žena.
Na svakih 3–4 miliona popušenih cigareta, desi se jedan smrtni slučaj od raka pluća. Uticaj ,, Big Tobako" igra značajnu ulogu u pušačkoj kulturi. Mladi nepušači koji vide reklame za duvan imaju veće šanse da krenu sa pušenjem. Uloga pasivnog pušenja se sve više uočava kao faktor rizika za rak pluća, vodeći ka primeni interventnih mera da bi se smanjila neželjena izloženost nepušača duvanskom dimu drugih pušača. Emisija štetnih gasova iz automobila, fabrika i elektrana takođe predstavlja potencijalni rizik.
Istočna Evropa ima najveću smrtnost od raka pluća među muškarcima, dok severna Evropa i SAD imaju najveću smrtnost među ženama. U Sjedinjenim Državama, kod crnaca i crnkinja je veća incidenca. Stope raka pluća su trenutno niže u zemljama u razvoju. Sa povećanjem pušenja u zemljama u razvoju, očekuje se povećanje stopa u nekoliko sledećih godina, u Kini i Indiji značajno.
Od 1960-tih stope adenokarcinoma pluća su počele da rastu u odnosu na ostale tipove raka pluća. Delimično je to posledica uvođenja filter cigareta. Upotrebom filtera otklanjaju se veće čestice iz duvanskog dima, čime se smanjuje njihovo taloženje u velikim disajnim putevima. Međutim, pušač mora da udahne dublje da bi primio istu količinu nikotina, povećavajući taloženje čestica u malim disajnim putevima, gde postoji tendencija pojave adenokarcinoma. Incidenca za pojavu plućnog adenokarcinoma je i dalje u porastu.

## Istorija
Rak pluća je bio neuobičajen pre pojave pušenja cigareta; do 1761. godine čak nije bio ni prepoznat kao posebna bolest. Različiti aspekti raka pluća više su opisani 1810. godine. Zloćudni tumori pluća čine samo 1% svih tipova raka koji su viđeni pri obdukciji 1878. godine, ali je broj porastao na 10–15% do početka 1900-tih. Bilo je svega 374 izveštaja o slučajevima širom sveta prikazanih u medicinskoj literaturi 1912. godine, ali je pregled obdukcija pokazao da je incidenca raka pluća porasla sa 0,3% u 1852. godini na 5,66% u 1952.godini. Lekar Fric Likint je 1929. godine u Nemačkoj uočio vezu između pušenja i raka pluća, što je dovelo do agresivne kampanje protiv pušenja. Studija britanskih lekara, objavljena 1950-tih, bila je prvi čvrsti epidemiološki dokaz o vezi između raka pluća i pušenja. Kao rezultat, glavni hirurg Sjedinjenih Država 1964. godine je dao preporuku pušačima da prestanu sa pušenjem.
Povezanost sa gasom radonom je prvi put primećena među rudarima na Rudnim gorama u blizini grada Šneberg, Saksonija. Od 1470. godine tamo se iskopavalo srebro, a ovi rudnici su bili bogati uranijumom, kao i radijumom i gasom radonom. Kod rudara se razvio nesrazmerno veliki broj slučajeva bolesti pluća, koji su na kraju prepoznati kao rak pluća 1870-tih. Uprkos ovom otkriću, iskopavanja su nastavljena do 1950-tih, zbog potražnje SSSR-a za uranijumom. Radon je potvrđen kao uzročnik raka pluća 1960-tih.
Prva uspešna pneumoektomija kod raka pluća je izvršena 1933.godine. Palijativna radioterapija se koristi od 1940-tih. Primena radikalne radioterapije, prvobitno korišćena 1950-tih, bio je pokušaj upotrebe većih doza zračenja kod pacijenata koji su u relativno ranim fazama raka pluća, a kod kojih je hirurška intervencija nepodobna. 1997. godine, neprekidna hiperfrakcionisana ubrzana radioterapija je viđena kao poboljšanje u odnosu na konvencionalnu radikalnu radioterapiju. Kod mikroćelijskog karcinoma pluća, početni pokušaji 1960-tih u oblasti hirurške resekcije i radikalne radioterapije bili su neuspešni. Uspešni režimi hemoterapije razvijeni su tokom 1970-tih godina.

## Spoljašnje veze
- Rak pluća na veb-sajtu  (језик: енглески)

|  | Molimo Vas, obratite pažnju na važno upozorenje u vezi sa temama iz oblasti medicine (zdravlja). |